# سیارک ۱۱۳۶۵
سیارک ۱۱۳۶۵ (به انگلیسی: 11365 NASA، نامگذاری:1998FK126) یازده هزار و سیصد و شصت و پنجمین سیارک کشف شده‌است که در ۲۳ مارس ۱۹۹۸ کشف شد.
قدر مطلق سیارک برابر ۱۴٫۴۰ است.